# Sampagne
Sampagne (* 18. Juni 2001 als Samuel Wernik) ist ein deutscher Musiker.

## Leben
Samuel Wernik nahm 2015 an der dritten Staffel von The Voice Kids teil. Er gehörte dem Team Lena an und erreichte das Finale der Staffel. Er überraschte durch verschiedene Rapsongs von Samy Deluxe und Cro. 2018 veröffentlichte er als Sam Wernik die beiden Singles Nice und Normal.
Anschließend nahm er das Pseudonym Sampagne an. Ab 2019 veröffentlichte er u. a. mehrere Singles. Der Durchbruch gelang ihm schließlich mit dem Song Tempo, bei dem er als prominente Featuregäste Cro und Badchieff verpflichten konnte. Das Lied erreichte Platz 2 der deutschen Charts und Platz 7 in Österreich.

## Diskografie

### EPs
- 2019: Daytrip
- 2023: Simulation
- 2025: Immerjung

### Singles
- 2018: Nice (als Sam Wernik)
- 2018: Normal (als Sam Wernik)
- 2019: Kawasaki
- 2019: Asap
- 2021: Soldier
- 2021: Nachbar
- 2022: in meinem raum
- 2022: s2
- 2022: sms
- 2022: van gogh
- 2022: dc (menemen)
- 2023: zu viel
- 2023: nikes
- 2023: djokovic
- 2023: beles
- 2023: bounce back
- 2023: donnerstag
- 2023: late checkout
- 2024: glizzerkleid
- 2024: Tempo (mit Badchieff & Cro)
- 2024: Agavendicksaft (#10 der deutschen Single-Trend-Charts am 22. März 2024[6])
- 2024: Addicted2u (mit Stickle; #3 der deutschen Single-Trend-Charts am 31. Mai 2024[7])
- 2024: Call me (mit Stickle; #6 der deutschen Single-Trend-Charts am 28. Juni 2024[8])
- 2024: Du tust mir nicht gut:/ (mit Jumpa feat. Madeline Juno; #5 der deutschen Single-Trend-Charts am 9. August 2024[9])
- 2024: Sonnenschein
- 2024: It Girl (Shirin David feat. Sampagne)
- 2024: wo du
- 2025: iceolator
- 2025: farbenblind
- 2025: guten morgen (mit Nizi19)
- 2025: immerjung
- 2025: keine liebe im club

### Autorenbeteiligungen
- 2024: Küss mich doch – Shirin David
- 2025: Atzen & Barbies – Shirin David feat. Ski Aggu

## Auszeichnungen für Musikverkäufe
Anmerkung: Auszeichnungen in Ländern aus den Charttabellen bzw. Chartboxen sind in ebendiesen zu finden.
| Land/RegionAuszeichnungen für Musikverkäufe (Land/Region, Auszeichnungen, Verkäufe, Quellen) | Gold     | Platin | Verkäufe | Quellen           |
| -------------------------------------------------------------------------------------------- | -------- | ------ | -------- | ----------------- |
| Deutschland (BVMI)                                                                           | Gold1    | —      | 300.000  | musikindustrie.de |
| Österreich (IFPI)                                                                            | Gold1    | —      | 15.000   | ifpi.at           |
| Insgesamt                                                                                    | 2× Gold2 | —      |          |                   |